# Montebello (Kalifornia)
Montebello város az USA Kalifornia államában, Los Angeles megyében. Lakosainak száma 62 640 fő (2020. április 1.).

## Népesség
A település népességének változása:

| 2010 | 62 500 |
| 2020 | 62 640 |